# Gustav Adolf Baum
Gustav Adolf Baum (* 30. Oktober 1914 in Elberfeld; † 14. November 2004 in Wuppertal) war ein deutscher Kaufmann, Kunstsammler und Ehrenbürger der Gesamthochschule – später umbenannt in Bergische Universität Wuppertal.

## Leben und Wirken

### Kaufmännische Tätigkeit
Nach dem Abitur absolvierte Baum von 1932 bis 1934 eine kaufmännische Lehre im Konfektionshandel und besuchte anschließend bis 1942 die Textilfachschule in Krefeld. Von 1936 bis 1937 leistete er Wehrdienst und arbeitete danach bis 1942 als Exportleiter in der im Familienbesitz befindlichen Stoffdruckerei Schlieper & Baum. Bis zum Verkauf des Unternehmens 1954 gehörte er dessen Vorstand an. Von 1954 bis 1956 betätigte er sich als Industrieberater und Exporteur von Geweben. Ab 1956 arbeitete er als freiberuflicher Berater der Igedo, der Interessengemeinschaft für Damenoberbekleidung in Düsseldorf. Von 1961 bis 1965 war er deren Geschäftsführer und anschließend bis 1981 Direktor. Baum hatte großen Anteil daran, dass die Igedo zum bedeutendsten Modemarkt der Welt wurde.

### Sammlung Gustav Adolf und Stella Baum
Gustav Adolf Baum und seine Frau Stella Baum (1921–2006), die er am 16. September 1944 in Elberfeld geheiratet hatte, begannen nach 1945 zunächst mit Erwerbungen zeitgenössischer Kunst von Vertretern der informellen Malerei wie Bernard Schultze und Georges Mathieu, bevor sie seit dem Ende der 1950er unter anderem Werke von Joseph Beuys, Wolf Vostell, Gerhard Richter, Konrad Fischer und Klaus Rinke erwarben. Baums frequentierten für ihre Sammlung die 1949 von Rolf Jährling gegründete Galerie Parnass, die mit Werken unter anderem von Horst Egon Kalinowski, Bernard Schultze, Frédéric Benrath aufwartete sowie die 1957 in Düsseldorf gegründete Galerie Schmela, mit Werken von Yves Klein, Arman, Christo, Beuys, Gerhard Richter, Sigmar Polke und Fischer-Lueg. Eine der ersten Erwerbungen war ein mit 1959 datiertes und 1961 in der Galerie Parnass, in einer eigens dafür hergestellten Dunkelkammer, ausgestelltes Werk der Künstlerin Mary Bauermeister, die es einige Zeit später Stella Baum, über den Wuppertaler Sammler Dieter Rosenkranz, als Schenkung vermachte. Es war unbetitelt, rot, und eines ihrer mit phosphoreszierenden Farben bemalten Bilder, die sich bei Tag aufluden und Nachts langsam erloschen.
1963 erwarben Baums direkt vom Künstler Joseph Beuys Stuhl mit Fett (1963), einen Gebrauchsstuhl, auf dessen Sitzfläche sich ein Fettwinkel befindet. Einige Jahre später musste sich das Sammlerpaar auf Wunsch des Künstlers von dieser Arbeit, das für die Sammlung zu einem zentralen Werk geworden war, wieder trennen, da Beuys die Arbeit in das Ensemble der Sammlung Ströher im Hessischen Landesmuseum in Darmstadt integriert wissen wollte.
Aus der von Konrad Fischer und Hans Strelow organisierten Ausstellung „Prospect“ – Aktuelle Kunst in den internationalen Galerien der Avantgarde, die 1968 in Düsseldorf stattfand, erwarb das Ehepaar Baum noch am Eröffnungsabend von der Londoner Fraser Gallery eine Schafherde – Flock of Sheep, 41 lebensgroßen Fiberglas-Schafe des englischen Bildhauers Nicholas Monro, ein Werk, das gerade im Zeitalter industrieller Viehhaltung zum Nachdenken anregt. Das Werk wurde später bezeichnenderweise durch den Unternehmer und Tierzüchter Karl Ludwig Schweisfurth von den Baums erworben. Aus der „Prospekt“-Ausstellung erwarben die Sammler auch eine Fotoarbeit von Dennis Oppenheim, die sich auf eine Aktion des Künstlers bei Finsterwolde, einem Ort in den Niederlanden, bezieht und bei der Getreidesaat als künstlerisches Material eingesetzt wurde und dementsprechend ein Beutel mit 2,5 kg Getreidesaat von Finsterwolde beigelegt ist.
Weitere Künstler der Sammlung waren Stanley Brouwn, Peter Roehr, Laura Grisi, Reiner Ruthenbeck, Franz Erhard Walther, Salvo, Piero Gilardi, Dieter Roth, Terry Atkinson, Will Insley, Barry Le Va, Peter Hutchinson, Richard Long, Les Levine und andere.

## Würdigung
Nach Gründung der Gesamthochschule Wuppertal 1972 wurden Gustav Adolf und Stella Baum am 24. November 1976 zu den ersten Ehrenbürgern dieser Hochschule ernannt. Das Ehepaar hatte sich in den Gründungsjahren um die Entwicklung Wuppertals zur Universitätsstadt verdient gemacht, weil sie dem Gründungsrektorat und Universitätsangehörigen in ihrem Privathaus ein Forum boten, Kontakte zu knüpfen zwischen einflussreichen Persönlichkeiten des öffentlichen Lebens der Stadt und des Landes. Gustav Adolf Baum und seine Frau blieben der Universität zeit ihres Lebens eng verbunden.